# NGC 4380
NGC 4380 (również PGC 40507 lub UGC 7503) – galaktyka spiralna (Sab), znajdująca się w gwiazdozbiorze Panny. Odkrył ją John Herschel 10 marca 1826 roku. Należy do Gromady w Pannie.